# وی‌پی‌ان پروتون
وی پی ان پروتون ProtonVPN یک برنامه ارائه دهنده خدمات شبکه خصوصی مجازی (VPN) است که شرکت سوئیسی ProtonVPN AG آن را اداره می‌کند. این شرکت ذینفع از تکنولوژی پروتون Technologies AG شرکتی است که پشت سرویس ایمیل پروتون میل
قرار دارد. طبق اعلام رسمی وبگاه ProtonVPN سایتهای ProtonVPN و ProtonMail در عمل "به طور کامل زیرساخت‌های جداگانه " دارند که این کار بخاطر دلایل امنیتی-فنی است.

## شرکت
ProtonVPN AG ذینفع پروتون Technologies AG شرکت پشت خدمات ایمیل ProtonMailو Fondation Genevoise l'Innovation Technologique (FONGIT) یک بنیاد غیرانتفاعی است که کمیسیون فناوری و نوآوری فدرال سوئیس است آن را تأمین مالی می‌کند بنابر وبگاه رسمی ProtonVPN شرکت ProtonVPN AG به صورت قانونی جدا از پروتون Technologies AG است.

## ویژگی‌ها
- هسته امن - یکی از ویژگی‌هایی است که هدفش محافظت از کاربران در برابر حملات ترافیک همبسته است[۲]
- رمزنگاری قوی - تمام ترافیک با رمزگذاری AES-256, کلید تبادل انجام شده با RSA 2048 بیتی و HMAC با SHA256 ابرای احراز هویت استفاده می‌شود[۳]
- محرمانه به پیش رمزگذاری ترافیک را نمی‌توان گرفتار و رمزگشایی کرد حتی اگر کلید رمزنگاری از یک جلسه بعدی به خطر بیافتد.[۴]
- سیاست بدون هیچ سیاهه - این برنامه در فهرست بهترین پنج نرم‌افزار بدون سیاهه برداری آمده‌است.[۵]
- پروتکل‌های قوی - ProtonVPN از پروتکل‌های OpenVPN و IKEv2 استفاده می‌کند[۶]
- پیشگیری از نشت DNS - این بخش مانع می‌شود که ارتباطات با سرورهای پیش فرض DNS به درز DNS منجر شوند (این ویژگی به‌طور دائم فعال است).Brinkmann, Martin. "ProtonVPN Swiss-based VPN launches". ghacks.net.</ref>
- کلید بکش(Kill Switch)- این نرم‌افزار دکمه ای دارد که اینترنت را قطع می‌کند اگر اتصال شما به سرور VPN از کار بیافتد. این یاری خواهد کرد که آدرس IP واقعی شما به‌طور تصادفی نشان داده نشود.[۷]
- تور بروی VPN - با ارائه سرورهای  منتخب، تور این اجازه را می‌دهد تا تمام مسیر ترافیک اینترنت  در شبکه تور (سامانه نرم‌افزاری) ناشناس باشد.[۸]

## دریافت
در بررسی ژوئیه سال ۲۰۱۷ وبگاه TechRadar ProtonVPN چهار از پنج ستاره دریافت کرد؛ حکم خواندن «ProtonVPN بزرگ ارائه می‌دهد و امنیت ما عاشق ویندوز مشتری وجود دارد اما خدمات ارزان‌تر در اطراف.» لینک دانلود @najm_al_sagheb_channel